# Дигни руку
Дигни руку је пети студијски албум српског рок бенда Галија.
Највећи хит на албуму је насловна композиција. Албум је снимљен у студију „О“ у Београду, објављен је 1986. године у издању ПГП РТБ.

## Списак песама
На албуму се налазе следеће песме:

## Чланови групе
- Ненад Милосављевић
- Предраг Милосављевић
- Жан Жак Роскам
- Зоран Радосављевић
- Бранислав Радуловић
- Бобан Павловић

## Гости на албуму
- Горан Грбић
- Ненад Петровић
- Ненад Стефановић
- Саша Локнер
- Бобана Стојковић